# Calamagrostis nutkaensis
Calamagrostis nutkaensis là một loài thực vật có hoa trong họ Hòa thảo. Loài này được (J.Presl) Steud. mô tả khoa học đầu tiên năm 1854.